# Grzbiet Małych Pienin
Grzbiet Małych Pienin. Małe Pieniny, będące jednym z pasm Pienin, tworzą główny grzbiet o długości ok. 14 km i szerokości ok. 4 km. Rozciąga się on Przełomu Dunajca między Sromowcami Wyżnymi a Szczawnicą po słowacką miejscowość Jarzębina. Większą częścią tego grzbietu biegnie granica słowacko-polska.
W głównym grzbiecie, w kierunku od Dunajca na wschód znajdują się kolejno: (wysokości na podstawie mapy Geoportalu):
- Wylizana (564 m)
- Biała Skała (665 m)
- Bystrzyk (704 m)

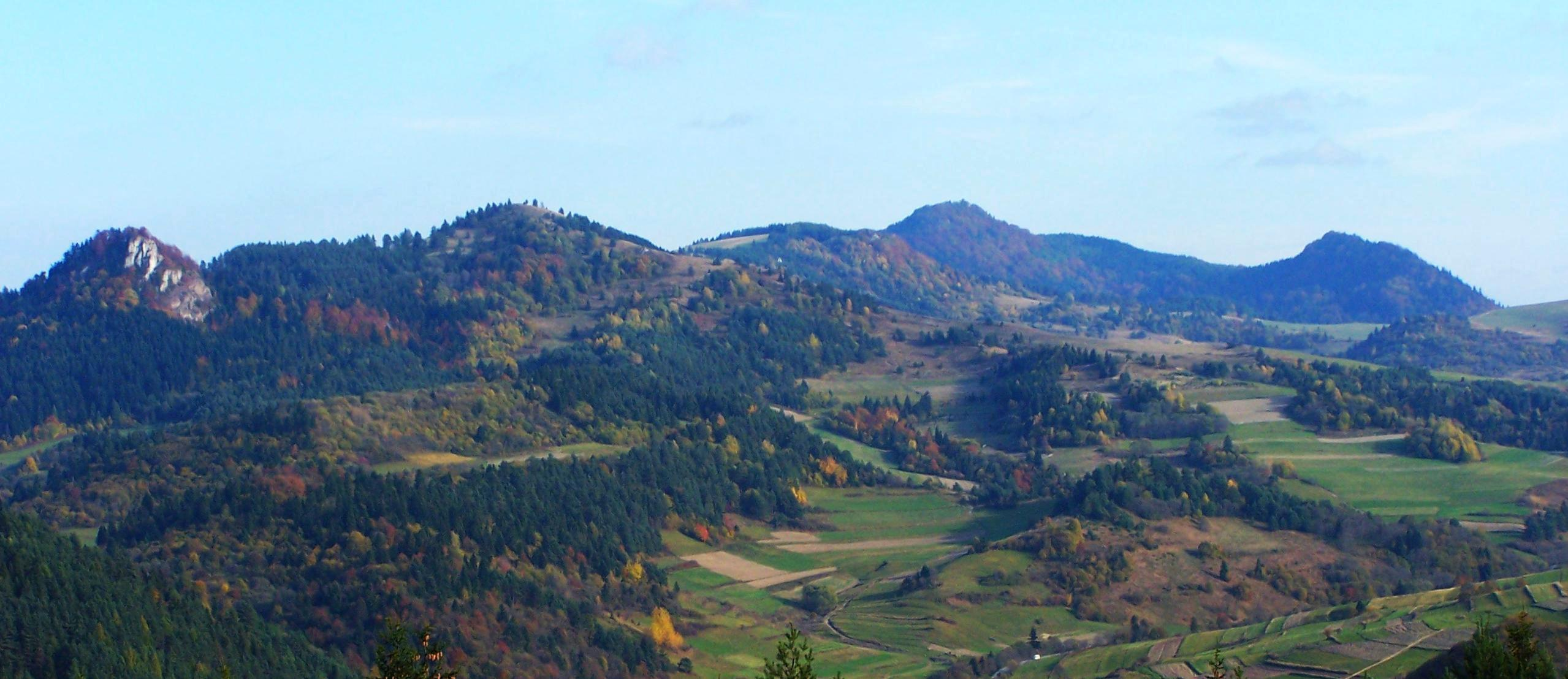
Grzbiet Małych Pienin od strony południowej

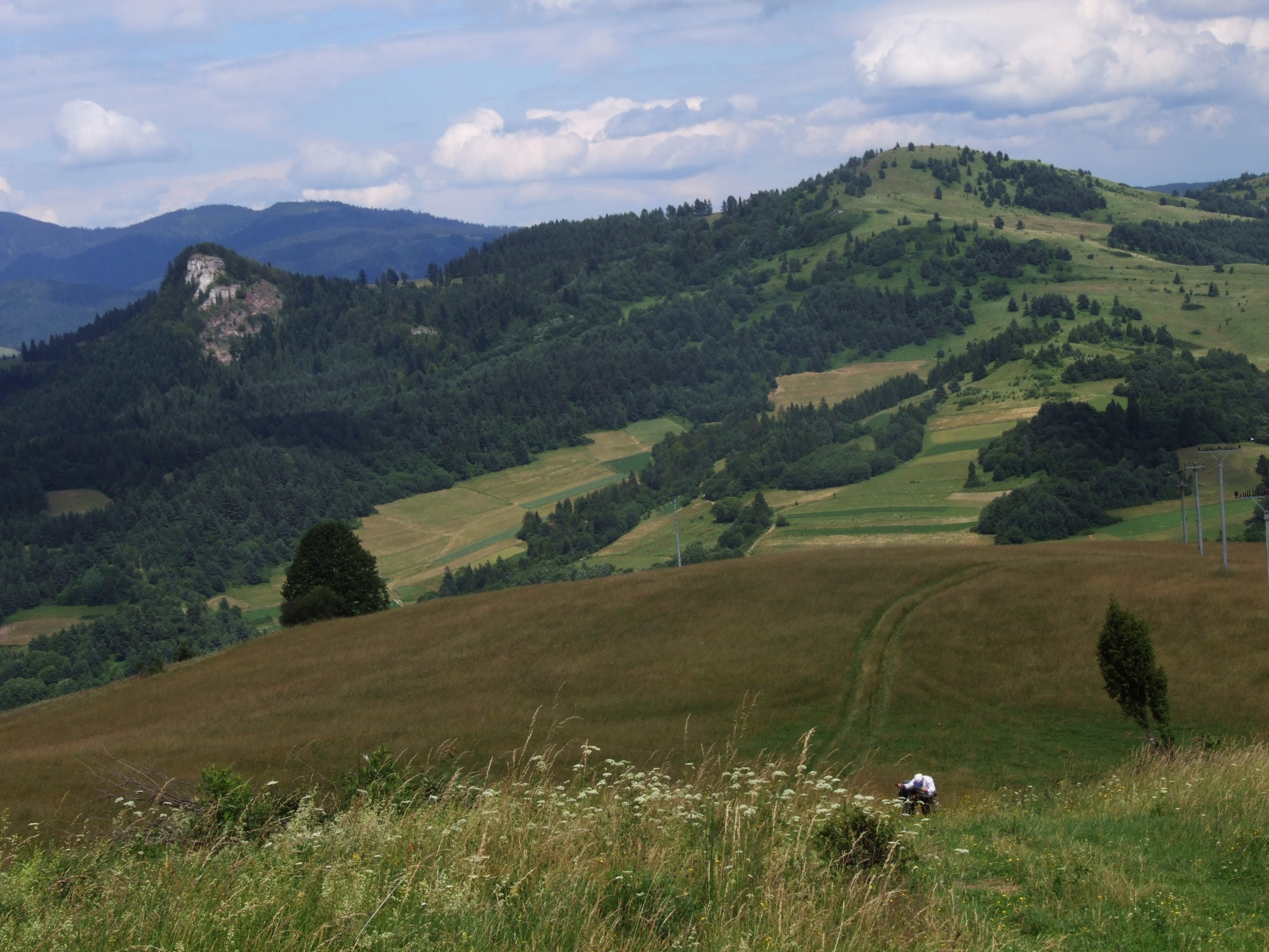
Rabsztyn i Wysoki Wierch

- Szafranówka (742 m). W bocznym grzbiecie odbiegającym na północ i oddzielonym przełęczą Maćkówki znajduje się Palenica (722 m), Groń i Niżny Groń
- Witkula (732 m)
- Załazie (731 m)
- Łaźne Skały (773 m)
- Cyrhle (774 m). Od Cyrhli w północnym kierunku odchodzi krótki grzbiet poprzez Klimontowską Przełęcz (696 m) do Jarmuty (794 m)
- Rabsztyn (847 m)
- Wysoki Wierch (899 m). W bocznym grzbiecie odbiegającym na południe znajduje się Tokarnia (748 m)
- Durbaszka (942 m)
- Borsuczyny (939 m)
- przełęcz Stachurówki (908 m)
- przełęcz Kapralowa Wysoka (935 m)
- Wysokie Skałki (1050 m)
- Wisielakówka (981 m)
- Jaworzyna (1016 m)
- Smerekowa (1014 m). W południowo-wschodnim kierunku biegnie od niej po słowackiej stronie grzbiet ze szczytem Mindalová (882 m)
- Watrisko (960 m). Znajduje się ok. 200 m na północ od granicy. W bocznym grzbiecie odbiegającym na północny zachód znajduje się Repowa (918 m) i Skalskie (789 m).
- Wierchliczka (964 m). W południowo-wschodnim kierunku po słowackiej stronie ciągnie się od niej grzbiet ze szczytami Faklówka (934 m) i Wielka Góra (801 m)
- przełęcz Rozdziela (803 m)[2].